# Privatbahn (Schweiz)
Als Privatbahnen werden in der Schweiz jene Eisenbahnunternehmen bezeichnet, die privatrechtlich organisiert sind, also in der Regel als Aktiengesellschaften nach Obligationenrecht.
Nur selten sind aber die Aktienmehrheiten in Privatbesitz. Dies trifft lediglich auf ausgeprägt touristische Linien wie die Matterhorn Gotthard Verkehrs AG oder die Jungfraubahn Holding zu. Die Matterhorn Gotthard Infrastruktur, die BLS Netz AG und die Freiburgischen Verkehrsbetriebe Infrastruktur (TPF INFRA) AG gehören mehrheitlich dem Bund; bei den meisten anderen Privatbahnen haben die Kantone die Aktienmehrheit, zum Beispiel der Kanton Graubünden bei der Rhätischen Bahn (RhB) oder der Kanton Bern bei der BLS. Seit 1. Januar 1999 sind auch die SBB als AG organisiert, allerdings als spezialgesetzliche  Aktiengesellschaft, und den Privatbahnen in vielem gleichgestellt.
Die klassischen Privatbahnen gehören zu den konzessionierten Transportunternehmen (KTU), wobei eigentlich nicht das Unternehmen konzessioniert ist, sondern ein bestimmtes Angebot (Personenbeförderungskonzession) oder eine bestimmte Infrastruktur (Infrastrukturkonzession).
Als Privatbahnen zu bezeichnen sind aber auch jene Eisenbahnverkehrsunternehmen (EVU), die mit Netzzugangsbewilligung Güterverkehr auf dem schweizerischen (und europäischen) Schienennetz abwickeln.